# 阿波連二美子
阿波連二美子（あはれん ふみこ、1970年6月27日 - ）は、沖縄県出身神奈川県在住の元競艇選手。
登録番号3525。身長155cm。血液型O型。68期。東京支部所属。二児の母親である。

## 来歴
1991年デビュー。デビュー以来（二度の産休を挟みながら）目立たない地味な成績が続いていたが、2003年9月に宮島競艇場で行われた女子リーグ戦競走第13戦でデビュー初優出。その頃を期に成績も上昇し、2005年後期はデビューして初のA2級となった（2006年前期もA2級）。2007年の女子王座決定戦の出場選手選考は僅かながら得点が足りずに補欠1位となったが、高橋淳美選手が欠場届けを出した事により、繰り上がり出場が決まった（4年連続5回目）。2007年秋より育児のために長期休養していたが、育児に専念するため2008年末をもって選手登録削除。引退後、翌年3月の女子王座で引退した同期の吉原美穂子の引退レースの場に姿を見せている。

## 人物・エピソード
- スタートは遅いものの、最後まで諦めない気持ちと鋭い小回りターンで順位を上げていく捌き型の選手である。
- 3着になる事が非常に多く、二連対率と三連対率の差が非常に大きい。
- 明らかな年下選手相手でもコースを取りに行かない、逆にコースを取られてしまうなど性格的に控えめな面がある。
- 一瀬明、佐藤雄治らと川崎スクーターズというペラグループを組んでいる。
- 同期で同学年の笠野友紀恵選手と仲がよく、2006年のJAL女子王座決定戦競走選手紹介式では出場出来なかった笠野選手に向けてメッセージを発した。

## 戦績
- 出走回数：1897回
- 1着回数：191回
- 優出回数：4回
- 優勝回数：0回
- フライング(F)回数：18回
- 出遅れ(L)回数：4回
- 通算勝率：4.64
- 2連対率：24.46
- 3連対率：43.70
- 生涯獲得賞金：127,869,391円